# Bò Hereford

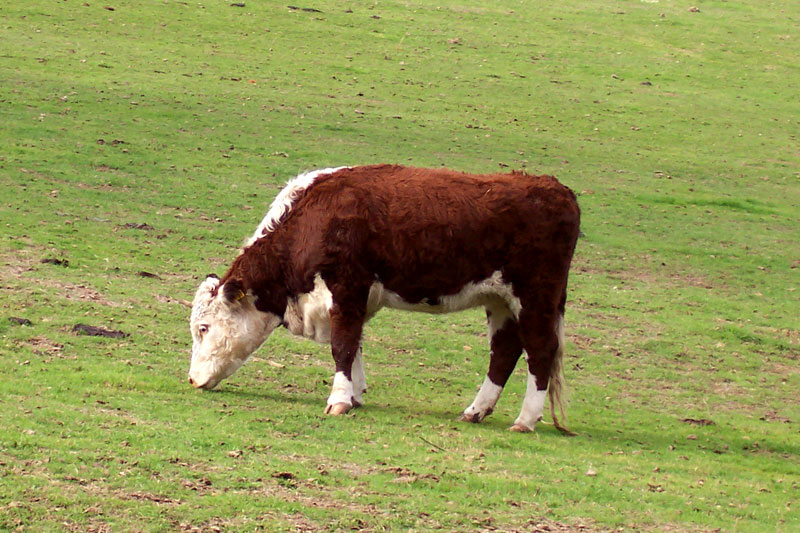
Một con bò Hereford

Bò Hereford là một giống bò thịt được lai tạo tại hạt Hereford, nước Anh từ thế kỉ XVIII. Đây là một trong những giống bò cho năng suất, sản lượng thịt cao, được tiêu thụ nhiều nơi trên thế giới với hơn 50 quốc gia trong đó có những quốc gia ở vùng Bắc Mỹ như: Canada, Hoa Kỳ, México và các vùng khác như châu Âu lục địa, Bắc Âu, Nhật Bản, Nam Phi...

## Đặc điểm

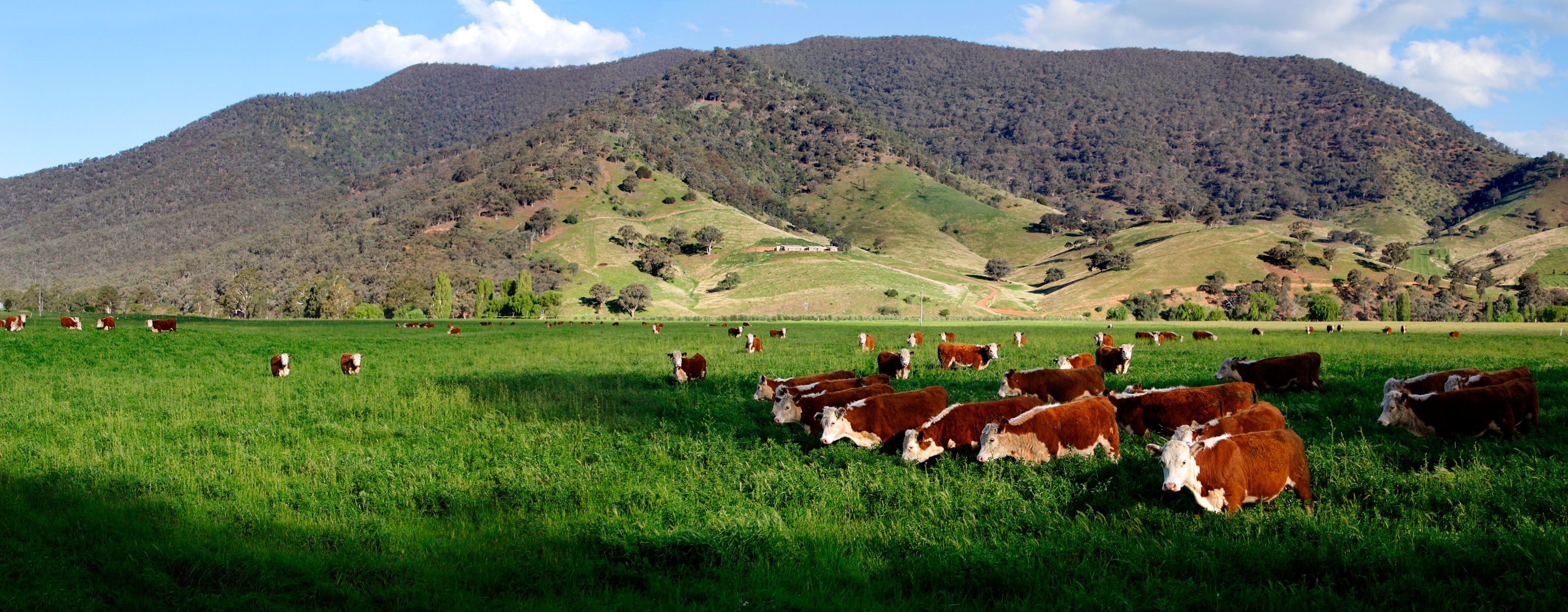
Một chăn nuôi ở nông trại

Bò có sắc lông màu đỏ tươi, riêng vùng mặt, cổ, bụng, khuỷu chân và chóp đuôi có màu trắng. Niêm mạc mũi có màu đỏ hay sậm. Bò có sừng hoặc không có sừng, sừng màu sáng cụp xuống và hướng về phía trước.
Giống bò này có mẫu hình to lớn, vạm vỡ, đầu ngắn, cổ dày, u vai rộng, lưng thẳng, mông dài, nở.Trọng lượng bò cái trưởng thành 600-700kg, bò đực 800-1.100 kg. Nuôi thịt, lúc 18 tháng tuổi bê đực đạt 450–500 kg, bê cái 350–420 kg. Tỷ lệ thịt xẻ bình quân 58-62%. Bò thích hợp với khí hậu ôn đới và chăn thả.

## Giống lai
Người ta sử dụng giống bò này để lai tạo cho ra giống lai cao sản, đặc biệt là giống Beefmaster (tạm dịch: Bậc thầy cho thịt) là giống lai trên thế giới phát triển chỉ với mục đích để làm thịt. Giống Beefmaster được phát triển vào những năm 1930, là kết quả của cuộc lai giống giữa giống Hereford và Shorthorn với loài Bò Braham.
Đặc điểm để phân biệt Beefmaster với các giống gia súc khác là 6 Yếu tố Thiết yếu. 6 Yếu tố Thiết yếu này là những nguyên tắc lựa chọn để hình thành nên giống này, đó là: Tập tính, Khả năng sinh sản, Cân nặng, Khả năng thích nghi, Sức chịu đựng, Sản xuất sữa
Trong khi nhiều người chăn nuôi bỏ thời gian và tiền bạc cho một số đặc tính di truyền như chiều cao, các vân màu và sừng; tuy nhiên bản chất của việc tạo ra giống Beefmaster là đặt hiệu quả kinh tế của 6 Đặc Điểm lên cao nhất. Beefmaster cũng có khả năng chịu nhiệt rất tốt, không có giống nào có khả năng sinh sản, sức chịu đựng và sản xuất sữa tốt hơn dưới hàng loạt những điều kiện.